# کوریوم (رآکتور هسته‌ای)
کوریوم (به انگلیسی: Corium)، همچنین با عنوان ماده حاوی سوخت (FCM) یا مواد حاوی سوخت گدازه مانند (LFCM) نیز شناخته می‌شود، ماده ای است که در هسته یک راکتور هسته‌ای در هنگام حادثه ذوب شدن ایجاد می‌شود. از نظر ظاهری شبیه گدازه طبیعی است.
این ماده مخلوطی از سوخت هسته‌ای، محصولات شکافت، میله‌های کنترل، مواد سازنده قسمت‌های آسیب دیده راکتور، محصولات واکنش شیمیایی آن‌ها با هوا، آب و بخار است و در صورت شکسته شدن مخزن راکتور، بتن ذوب شده کف اتاق راکتور نیز در آن وجود خواهد داشت.